# 주병도
주병도는 프로덕션디자이너이다.

## 약 력
· 1959년 : 경남 마산출생
· 1986년-1993년 : (주)MBC영상미술국 입사
· 1993년-2002년 : (주)MBC미술센터 미술감독
· 2004년-2009년 : ㈜비주얼스토리공장 부사장 / 프로덕션디자이너

## 수 상
- 영화제 수상

· 1995년 : 제33회 대종상(미술)수상 : 영원한 제국
· 1996년 : 제32회 백상예술대상 기술상(미술)수상 : 아름다운 청년 전태일
- 미술제 수상

· 1984년-1985년 : 경남미술대전 서양화부문 특선 2회
· 1986년 : 중앙미술대전(호암아트홀) 서양화부문 우수상 수상
- 기타 수상

· 2021년 : 대중문화예술 제작 스태프 대상(방송미술부문)한국콘텐츠진흥원장상 수상

## 영 화
| 개봉연도 | 감독   | 작품명                                          | 역 할           |
| 1994     | 박종원 | 영원한제국 (33회 대종상 미술상)                 | 미술감독        |
| 1995     | 박광수 | 아름다운 청년 전태일 (57회 백상예술대상 기술상) | 미술감독        |
| 1997     | 이창동 | 초록물고기                                      | 미술감독        |
| 1999     | 박광수 | 이재수의 난                                     | 미술감독        |
| 2002     | 임권택 | 취화선                                          | 프로덕션 디자인 |
| 2004     | 임권택 | 하류인생                                        | 프로덕션 디자인 |
| 2005     | 윤태용 | 소년, 천국에 가다                               | 프로덕션 디자인 |
| 2007     | 임권택 | 천년학                                          | 프로덕션 디자인 |
| 2011     | 임권택 | 달빛 길어올리기                                 | 프로덕션 디자인 |
| 2014     | 임권택 | 화장                                            | 프로덕션 디자인 |

## TV프로그램
| 방송기간               | 방송사 | 프로그램                    | 방송제목                                 | 역 할                        |
| 1986~                  | MBC    | 오락 프로그램               | 건강백세                                 | 무대디자인 (편성참여)        |
| 1986~                  | MBC    | 어린이 인형극               | 지구를 지켜라 태극아이 505               | 무대디자인(편성참여)         |
| 1986~                  | MBC    | 오락 프로그램               | 토요일 토요일은즐거워 금주의 인기가요 11 | 무대디자인(편성참여)         |
| 1986~                  | MBC    | 오락 프로그램               | 장학 퀴즈                                | 무대디자인(편성참여)         |
| 1986~                  | MBC    | 시사 프로그램               | 통일 전망대                              | 무대디자인(편성참여)         |
| 1990년~                | MBC    | 오락 프로그램               | 내고향 좋을씨고                          | 무대디자인(편성참여)         |
| 1990년~                | MBC    | 오락 프로그램               | 주부가요열창                             | 무대디자인(편성참여)         |
| 1990년~                | MBC    | 오락 프로그램               | 우정의 무대                              | 무대디자인(편성참여)         |
| 1990-1993              | MBC    | 오락 프로그램               | 일요일 일요일밤에                        | 무대디자인                   |
| 1991                   | MBC    | 창사 30주년 광복절 특별기획 | 중앙아시아의 동포를 찾아서               | 무대디자인                   |
| 1990.10.26-1992.11.20  | MBC    | 주간단막극                  | 우리들의 천국                            | 미술감독(무대디자인)         |
| 1993.08.09-08.31       | MBC    | 납량미니시리즈              | 일지매                                   | 미술감독(무대디자인)         |
| 1993.09.13-11.02       | MBC    | 월화미니시리즈              | 파일럿                                   | 미술감독(무대디자인)         |
| 1994.01.08-10.16       | MBC    | 주말연속극                  | 서울의 달                                | 미술감독                     |
| 1994.10.19-1995.04.13  | MBC    | 수목드라마                  | 아들의 여자                              | 미술감독                     |
| 1994.11.20-1998.01.04  | MBC    | 일요아침드라마              | 짝                                       | 미술감독                     |
| 1997.10.11-1998.04.26  | MBC    | 주말드라마                  | 그대 그리고 나                           | 미술감독                     |
| 1998.06.01-08.11       | MBC    | 월화드라마                  | 추억                                     | 미술감독                     |
| 1999.03.13-09.05       | MBC    | 주말드라마                  | 장미와 콩나물                            | 미술감독                     |
| 1999.07.09             | MBC    | 베스트극장                  | 소영이 즈그엄마                          | 미술감독                     |
| 1999.07.16             | MBC    | 베스트극장                  | 한번쯤                                   | 미술감독                     |
| 1999.07.23             | MBC    | 베스트극장                  | 내딸아이의사랑이야기                     | 미술감독                     |
| 1999.07.30             | MBC    | 베스트극장                  | 아버지의여자                             | 미술감독                     |
| 1999.9.1.~10.21        | MBC    | 수목미니시리즈              | 안녕 내사랑                              | 미술감독                     |
| 1999.10.27-12.16       | MBC    | 수목미니시리즈              | 햇빛 속으로                              | 미술감독                     |
| 2000.03.1-04.20        | MBC    | 수목미니시리즈              | 나쁜 친구들                              | 미술감독                     |
| 2001.12.23-2001.1.15   | MBC    | MBC 방송어드벤처            | 드라마부문                               | 총감독                       |
| 2001.04.04-06.07       | MBC    | 수목미니시리즈              | 호텔리어                                 | 미술감독                     |
| 2004.07.14-09.02       | KBS    | 수목드라마                  | 풀하우스                                 | 오픈세트                     |
| 2005.01.05.-03.17      | MBC    | 수목미니시리즈              | 슬픈연가                                 | 프로덕션디자인               |
| 2007.09.11.-12.05      | MBC    | 월화드라마                  | 태왕사신기                               | 프로덕션디자인               |
| 2010.01.04.-05.04      | SBS    | 월화드라마                  | 제중원                                   | 오픈세트 컨셉제안            |
| 2010.05.29.-08.18      | MBC    | 주말드라마                  | 김수로                                   | 마산 해양오픈세트 설계       |
| 2010.10.02.-2011.03.27 | MBC    | 주말특별드라마              | 욕망의 불꽃                              | 간절곶 오픈세트 설계 및 감리 |
| 2012.08.13-10.30       | SBS    | 월화드라마                  | 신의                                     | 컨셉디자인 및 설계           |
| 2015.07.04-09.05       | SBS    | 심야드라마                  | 심야식당                                 | 미술감독                     |

## 영화 및 드라마 야외 세트디자인
| 연 도 | 규 모     | 장 소           | 야외 세트 디자인                                          |
| 2002  | 2,736m2   | 경기도 남양주시 | 남양주 종합촬영소 영화<취화선>세트장                      |
| 2004  | 1,800m2   | 경기도 부천시   | 영화<하류인생>세트장                                      |
| 2007  | 6,534m2   | 제주 묘산봉     | 드라마< 태왕사신기> 제주 묘산봉 세트장                    |
| 2007  | 4,928m2   | 경기도 구리시   | <태왕사신기>구리시 '고구려 대장장이 마을 테마 박물관’설계 |
| 2008  | 99,4756m2 | 고양시 일산구   | 고양시 일산구 한류우드 ‘한류테마파크’컨셉 제안 설계       |
| 2006  | 328m2     | 전남 강진군     | 강진군 다산 정약용 첫 유배지‘동문 매반가 (사의재)’설계    |
| 2010  | 4,573m2   | 울산시 울주군   | 드라마<욕망의 불꽃> 간절곶 세트장                         |
| 2010  | 10,000m2  | 경남 창원 마산  | MBC<김수로>마산 해양드라마 세트장                         |
| 2010  | 4,573m2   | 전남 장흥       | MBC드라마 <신의> 장흥 세트장 설계                         |